# Andersonia (Ericaceae)
Pour les articles homonymes, voir Andersonia.
Genre
Classification phylogénétique
Andersonia est un genre de plantes à fleurs de la famille des Ericaceae. Il comprend une trentaine d'espèces d'arbrisseaux toutes endémiques d'Australie.

## Liste des espèces
Selon Plants of the World online (POWO) (10 juin 2021) :
- Andersonia annelsii Lemson
- Andersonia aristata Lindl.
- Andersonia auriculata L.Watson
- Andersonia axilliflora (Stschegl.) Druce
- Andersonia barbata L.Watson
- Andersonia bifida L.Watson
- Andersonia brachyanthera F.Muell.
- Andersonia brevifolia Sond.
- Andersonia caerulea R.Br.
- Andersonia carinata L.Watson
- Andersonia echinocephala (Stschegl.) Druce
- Andersonia ferricola Lemson
- Andersonia geniculata Lemson
- Andersonia gracilis DC.
- Andersonia grandiflora Stschegl.
- Andersonia hammersleyana Lemson
- Andersonia heterophylla Sond.
- Andersonia involucrata Sond.
- Andersonia latiflora (F.Muell.) Benth.
- Andersonia lehmanniana Sond.
- Andersonia longifolia (Benth.) L.Watson
- Andersonia macranthera F.Muell.
- Andersonia micrantha R.Br.
- Andersonia parvifolia R.Br.
- Andersonia pauciflora Sond.
- Andersonia pinaster Lemson
- Andersonia redolens Lemson
- Andersonia setifolia Benth.
- Andersonia simplex (Stschegl.) Druce
- Andersonia sprengelioides R.Br.

## Systématique
Le genre est décrit en 1810 par le botaniste et explorateur écossais Robert Brown, dans son ouvrage Prodromus floræ Novæ Hollandiæ et Insulæ Van-Diemen.
Les genres suivants sont synonymes de Andersonia R.Br., :
- Antherocephala DC.
- Atherocephala DC.
- Homalostoma Stschegl.
- Sphincterostoma Stschegl.